# 小超人帕門
《神奇小子》，為藤子·F·不二雄創作的日本漫畫，曾由1966年起連載2年及1983年再度連載3年，後來被數次改編成電視動畫及動畫電影，由曼迪傳播代理(2017年版權到期)。臺灣最普遍的俗名稱作「超人小叮噹」，大然文化首次代理授權版漫畫時又曾被譯作「超人小天使」；直至2005年青文出版社藉著電視版數度播出之勢，重新取得版權並同調使用「小超人帕門」作為譯名；中国大陆則在1990年9月由科学普及出版社出版了该漫画，并译名为「飞人」。香港於1984年在亞洲電視本港台播放動畫，譯名為“神奇小子”；而台灣則是直至2012間透過有線頻道引進影片才「正式」於電視上放映，超視译名为“替身小超人”。

## 劇情簡介
故事講述小學生須羽光夫（須羽満夫）在某天無意中「幸運地」遇上負責保衛銀河的鳥人，獲委以重任，成為保護地球的小超人1号。光夫原來只是一個普通的小學生，得到鳥人的法寶後，包括面具、披风、神徽章及複製機器人，成為擁有超能力的英雄。
不久，他遇到了其它的小超人。

## 連載雜誌
- 週刊少年Sunday：1967年2號～44號別冊少年星期天：1967年11月號
- 少年Sunday增刊：1967年春季號・夏季號、1968年新年増刊號
- 小學館BOOK：1967年3月號～1968年3月號
- 小芽：1967年3月號～1968年7月號
- 好孩子：1967年3月號～1968年9月號
- 幼稚園：1967年3月號～1968年12月號
- 小學一年生：1967年3月號～1968年8月號
- 小學二年生：1967年3月號～1968年8月號
- 小學三年生：1966年12月號～1968年8月號、1983年4月號～1985年3月號
- 小學四年生：1966年12月號～1968年8月號、1983年4月號～1986年3月號
- 小學五年生：1967年4月號～1968年5月號
- 小學六年生：1967年4月號～1968年2月號
- ：1983年4月號～11月號、1984年4月號～6月號
- 電視君：1983年4月號～1984年4月號

## 主要登場人物

### 
1號
超人名：（陸）/（港）/（台）
真實身份：須羽三夫（陸）/德仔（港）/須羽光夫（台）
（／／配音：三輪勝惠（日本），陶敏嫻（台灣），沈小蘭（香港），譚淑英（替身機械人））
故事主角。是个懒惰、粗心、好色、魯莽、但有些小聰明的小学生，實際上內心充滿正義感，在危急關頭會表現出非凡的勇氣和努力。
某一天，他在空地遇上了鳥人，從此成為了一位小超人。同時承擔著學業和當小超人的壓力令他感到疲累，甚至當親朋好友責怪自己時，一度打算直接向他們坦白身份。
前期喜歡星野菫（星野スミレ）和同學澤田蜜子（ミチ子）。後期因對蜜子只把他的超人身分當工具人而逐漸失望，也逐漸喜歡上時常一起鬥嘴吵架的炫風女超人。
害怕蟑螂，睡姿很差。
2號
超人名/真實身份：布比（台）/貔貅（港）
（／配音：大竹宏（日本），葉少榮（香港））
是一位很聰明的猩猩。黑白版動畫設定是和媽媽住在動物園，彩色版動畫設定是和一對老年夫婦一起居住，被老年夫婦視為親兒子。非常喜欢吃香蕉。
 3號
超人名：（陸）/（港）/（台）
真實身份：星野堇（台）/金麗華（港）
（／／配音：栗葉子→増山江威子（日本）姚敏敏（台灣），雷碧娜（香港））
是日本最受歡迎的少女偶像，是唯一對其他隱瞞身份的人。

只有當她戴上小超人的面具時，才能擺脫偶像的身份展露出自己的真性情，相當希望能有同年齡且不因自己偶像身分來平等相處的朋友，而也因為只有不知她身分的光夫能跟她用普通孩子的方式鬥嘴，也導致她愛上了光夫，但因為有著大小姐脾氣和粗野的個性，前期不受光夫喜歡。

家事能力非常的糟糕，尤其是料理方面可以用簡單的電鍋把飯煮成焦炭，更是讓其他小超人們不敢領教。

在姊妹作哆啦A夢中已經成年，並做為知名偶像，但仍一直等著光夫從鳥人星歸來。

另外，在1993年出版的非官方故事真實的小超人(パーマンの真実)一書中提到，因為當時光夫已經從鳥人星修行完成回到地球，所以星野堇將當時當紅偶像的位子給了後輩伊藤靜，並宣布退出演藝圈後和光夫結婚。
4號
超人名：（陸）/（港）/（台）
真實身份：大山法善
（／／配音：加茂喜久→肝付兼太（日本），陸頌愚（香港））
出生在大阪的金福寺，且是唯一巡邏大阪的小超人。

小超人中的智囊，頭腦優秀，多次运用智慧解决问题。爱好是赚钱（經常濫用小超人的能力賺錢），身為小學生的他办了小型的运输公司。 一眼就看出了炫風女超人喜歡一號。
 5號
／
是彩色版動畫中沒有的人物。是一名一歲半的嬰兒，由於看見了小超人三號(星野堇)的真面目，所以成為了小超人的成員。由於單行本沒有收錄相關的故事，所以很少讀者知道他的存在。直到2002年紀念特別映畫而出版的My First BIG『パーマン パーマン永遠なれ!!』(第3巻)，才正式收錄故事『5號的誕生』。
鳥人（／香港配音：黃志成）
给們道具的外星人。如果有人泄漏小超人的秘密，便会被他变成动物(唯獨要把布比變成什麼感到傷腦筋)，但实际是个很温和的人。总是想办法让小超人改正错误，性格有些毛躁。

### 配角

#### 須羽家
之父。
媽媽（配音：林美秀（台灣））
之母。
（配音：林美秀（台灣））
之妹，當 想要偷懶或者考試考差時，就會跑去跟父母告哥哥的狀。正義感比光夫強。很喜歡小超人。

#### 師友
澤田蜜子（沢田ミチ子）
的暗戀對象，但實際上只喜歡小超人1號而不喜歡光夫，和炫風女超人互相視為情敵。 後期因為多次把小超人1號當作工具人而讓光夫逐漸對她失望，也促使光夫漸漸喜歡上炫風女超人。


大山老師

#### 其他
的主人
一對老年夫婦，把布比視作自己的兒子對待。

## 主要能力
小超人們主要依靠鳥人提供的小超人套裝執行任務。
（注：彩色版動畫其中一集，鳥人曾提供新道具給四位小超人，但由於只在該集出現，因此下文不作介紹）
收藏方法：把斗蓬及襟章放在頭盔裡，三者能被搓揉縮小，日常隨身攜帶。
- 頭盔 - 除了用來隱藏身份之外，載上頭盔後力大無窮，並能增強骨骼強度達6600倍。耳的中央裝有萬能翻釋機，是與帕門2號溝通的主要工具。
- 斗蓬 - 用特殊纖維製作，穿上後能反重力推進，自由飛行。最高時速119km（第1作時是91km），小超人們如手連手飛行的話，可以倍數增加速度。
- 襟章 - 是通話器、潛水氧氣囊及簡易雷達。該襟章可以防彈。
- 替身機械人 - 在小超人活動的時候，他們可以把機械人變成一個與自己一模一樣的替身，以掩人耳目。（光夫則常用來幫自己開小差或做功課。）小超人可以和機械人額頭碰額頭，以交換彼此的記憶。開關在機械人的紅色鼻子上。（另外，光夫多把它收藏在書床的大抽屜裡。）

## 結局
原作漫畫結局為主角光夫被選出到超人星學習，在臨走前3號讓他看了自己的真面目。
彩色版動畫結局（第526集）為主角光夫收到3號的鏡子，卻不小心把它摔碎了。光夫以為他弄壞了3號最珍貴的寶物，為了不被3號罵，他不斷躲避著3號，結果他們終究還是相遇了。光夫只能坦誠自己做錯事，但是3號釋然一笑：“我的寶物，是照映在鏡子的那個人。”這也是在間接向主角光夫表白了。不過最後的最後，他們沒有談情，沒有牽手，沒有親熱，只是像平時那樣鬥嘴而已，這代表了他們雖然互相了解到對方的心意，但往後的相處方式也不會有多大改變，或許會直至3號表明身份。
雖然彩色版動畫的特別篇有類似原作漫畫結局的劇情，但在這個特別篇中，光夫並沒有前往小超人星，而是用複製機械人代替自己完成帕門訓練。
在作者另一部漫畫哆啦A夢中，已經成年的3號曾多次出現，但後續故事暗示了1號消失已久，原因不明。網上有很多種說法，但都只是猜測。

## 遊戲
パーマン
IREM（アイレム）在1990年12月14日發售的FC遊戲機動作類型遊戲，ファミ通26號クロスレビュー給予24/40評分。
パーマンPART2 秘密結社マドー団をたおせ！
IREM在1991年12月20日發售的FC遊戲機動作類型遊戲，ファミ通158號クロスレビュー給予20/40評分。